# Domaine de Murakami
Pour les articles homonymes, voir Murakami.

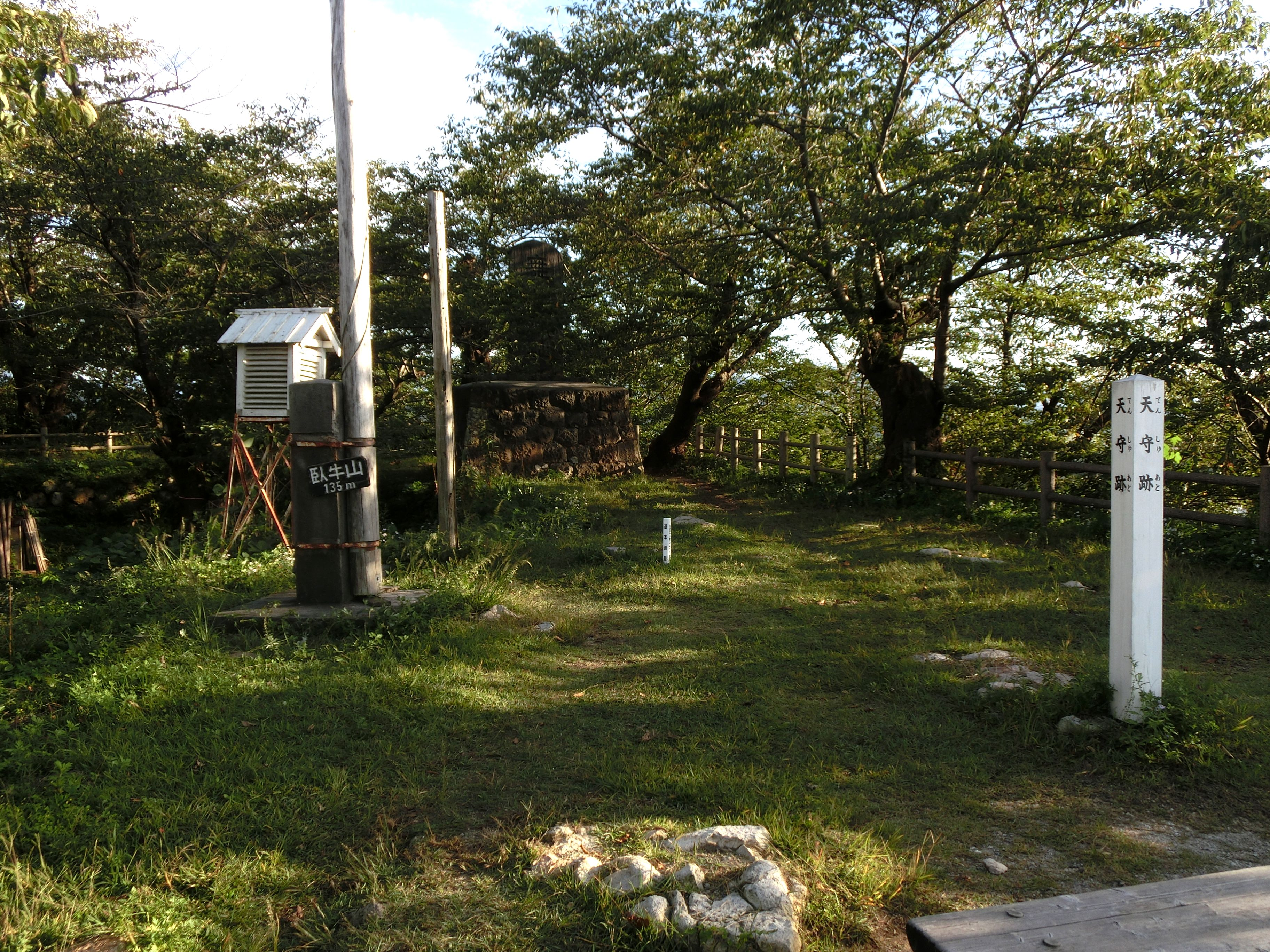
Sommet du mont Gagyu (Ruines de la tour du château de Murakami)

Le domaine de Murakami (村上藩, Murakami-han) est un domaine féodal japonais de l'époque d'Edo situé dans la province d'Echigo, (maintenant Murakami, Niigata).

## Liste desdaimyosdu domaine
- Clan Murakami (tozama daimyo ; 90 000 koku)

1. Yorikatsu
2. Tadakatsu

- Clan Hori (tozama daimyo ; 100 000 koku)

1. Naoyori
2. Naotsugu
3. Naosada

- Clan Honda (fudai daimyo ; 100 000 koku)

1. Tadayoshi

- Clan Matsudaira (Echizen) (fudai ; 100 000 koku)

1. Tadayoshi

- Clan Matsudaira (Echizen) (fudai ; 150 000 koku)

1. Naoyori

- Clan Sakakibara (fudai ; 150 000 koku)

1. Masatomo
2. Masakuni

- Clan Honda (fudai ; 150 000 → 50 000 koku)

1. Tadataka
2. Tadayoshi

- Clan Matsudaira (Nagasawa/Ōkōchi (fudai ; 72 000 koku)

1. Terusada

- Clan Manabe (fudai ; 50 000 koku)

1. Akifusa
2. Akitoki

- Clan Naitō (fudai ; 50 000 koku)

1. Kazunobu
2. Nobuteru
3. Nobuoki
4. Nobuakira
5. Nobuyori
6. Nobuatsu
7. Nobumoto
8. Nobutami
9. Nobutomi

## Source de la traduction
- (en) Cet article est partiellement ou en totalité issu de l’article de Wikipédia en anglais intitulé « Murakami Domain » (voir la liste des auteurs).